# Notholca liepetterseni
Notholca liepetterseni är en hjuldjursart som beskrevs av Godske Björklund 1972. Notholca liepetterseni ingår i släktet Notholca och familjen Brachionidae. Inga underarter finns listade i Catalogue of Life.